# Géraldine Kosiak
 (juin 2014).
Géraldine Kosiak, née en 1969 à Lons-le-Saunier, est une artiste, dessinatrice et autrice française.

## Biographie
Depuis la série inaugurale J’ai peur en 1993, Géraldine Kosiak déploie un enchaînement d’ensembles et de sous ensembles, livres, dessins, écritures, photographies, peintures, installations, tapisseries et broderies réalisés comme autant d’enquêtes intuitives autour de l’intimité, du travail, du patrimoine, du savoir-faire, et de la mémoire collective. 
Géraldine Kosiak a participé à de nombreuses expositions en France et à l’étranger et collaboré à des projets d’installations et performances avec le compositeur Sebastian Rivas. Son livre J'ai peur, publié en France en 1995, a fait l'objet de traductions en anglais (I'm afraid, Stewart, Tabory et Chang, 1997) et en espagnol (Tengo miedo, Juventut, 1998). 
Elle a été résidente de la Villa Kujoyama en 2012-2013, puis pensionnaire à la Villa Médicis en 2014-2015. 
Initiée en 2020, la série Les 10.000 choses questionne, avec la complicité de l'historien du design Tony Côme, le patrimoine régional, les arts et traditions populaires, la notion de collection. 

## Publications
- La Vierge, la diva et la rebelle, préface Brigitte Giraud, Hélium, 2025
- Le Frac, toute une histoire ! 40 ans (ou presque) d'art contemporain en Nouvelle-Aquitaine, Méca/Cairn, 2019
- Chez nous, Grasset, 2018
- Au travail, préface de Marie Desplechin, Les Cahiers Dessinés, 2013
- Avec l'âge, Seuil, 2008
- Japon - 206 vues photographiques, Seuil,  2007
- Catalogue 0,25, Seuil, 2005
- Catalogués, ENSBA Lyon, 2004
- Jour de pêche, Seuil, 2003
- Mon grand-père, Seuil, 1998
- J'ai peur, Seuil, 1995

## Expositions individuelles
- Les 10.000 choses : Le tire-bouchon et la bannière, Musée des Arts et Traditions populaires Marius Audin, 2025
- Les 10.000 choses : La croix, l'échelle et la bouteille, Château-musée de Tournon-sur-Rhône, 2024
- Les 10.000 choses : La poupée, Maison Musée de Rochechinard, 2023
- Chikama, International Manga Museum, Kyoto, 2012
- Ima, Zou-no-hana Terrace, Yokohama, 2012
- Avec l'âge, Théâtre Forum Meyrin, Genève, 2009
- Hybrid, Le Rendez-vous Toyota, Espace Toyota, Paris, 2008
- Je bouge à une vitesse normale, Espace Arts Plastiques de Vénissieux, 2008
- Textes & dessins, Rochefort, 2006
- Making Books, Bibliothèque de l'ENSBA, Lyon, 2004
- Du nerf, Ateliers Malako, Lyon, 2000
- Autres choses, Nouvelle Galerie, Grenoble, 1999
- Quelques choses, La Halle, Pont-en-Royan, 1999
- Tout est vrai, Luxe 2000, Lyon, 1999
- Project room, Galerie Georges-Philippe et Nathalie Vallois, Paris, 1998

## Expositions collectives
- Ce qui reste, Musée Paul Dini, Villefranche-sur-Saône, 2025
- Friends in Love and War, L'Éloge des meilleur·es ennemi·es, Ikon Gallery, Birmingham (2025), Musée d'Art contemporain de Lyon (2024)
- Mille visages, Institut franco-chinois de Lyon, 2022.
- Comme un parfum d'aventure, Musée d'Art contemporain de Lyon, 2020
- Il était une fois dans l'Ouest, FRAC Aquitaine, Bordeaux, 2019
- BD Factory, FRAC Aquitaine, Bordeaux, 2017
- Frontières Fantômes, exposition des pensionnaires de la Villa Médicis, Cantieri Culturali alla Zisa, Palerme, 2014
- On se tromperait de croire que les bois n'ont pas des yeux, Bruxelles, 2014
- Ouverture d'atelier organisée par le laboratoire a BroKen aRM, Cité des arts, Paris, 2013
- 4x10, œuvres de la collection de l'Institut d'art contemporain, Villeurbanne/Rhône-Alpes, Galerie d'exposition du Théâtre de Privas, 2011
- Portraits de familles, musée Alexis Forel, Morges, 2011
- « La pratique est absolument nécessaire et elle pose désormais le problème non plus de son esthétique mais de sa stratégie », ESADSE - Cité du design, Saint-Étienne, 2011
- Réseau Galeries, programme de l'Institut d'art contemporain, Villeurbanne/Rhône-Alpes, 2008
- Autour du livre, Médiatine, Bruxelles, 2007
- Collection '05, Institut d'art contemporain, Villeurbanne/Rhône-Alpes, 2007
- Festival Illiko, Créa, Kingersheim, 2003
- Collection de l'Institut d'art contemporain, Villeurbanne/Rhône-Alpes, La Halle, Pont-en-Royan, 2001
- Quality Streets, Astérides, Galerie de la Friche la Belle de Mai, Marseille, 1998
- Madame ma conscience, Galerie Georges-Philippe et Nathalie Vallois, Paris, 1996
- Champ Libre, Musée d'Art Contemporain, Dole, 1995
- Heaven, New York, 1995